# Saint-Georges-d'Aunay
Saint-Georges-d'Aunay är en kommun i departementet Calvados i regionen Normandie i norra Frankrike. Kommunen ligger i kantonen Aunay-sur-Odon som ligger i arrondissementet Vire. År 2018 hade Saint-Georges-d'Aunay 717 invånare.

## Befolkningsutveckling
Antalet invånare i kommunen Saint-Georges-d'Aunay
Referens:INSEE